# TOR2A
TOR2A (англ. Torsin-2A) – білок, який кодується однойменним геном, розташованим у людей на короткому плечі 9-ї хромосоми. Довжина поліпептидного ланцюга білка становить 321 амінокислот, а молекулярна маса — 35 714.
| 10         |  | 20         |  | 30         |  | 40         |  | 50         |
| ---------- |  | ---------- |  | ---------- |  | ---------- |  | ---------- |
| MAAATRGCRP |  | WGSLLGLLGL |  | VSAAAAAWDL |  | ASLRCTLGAF |  | CECDFRPDLP |
| GLECDLAQHL |  | AGQHLAKALV |  | VKALKAFVRD |  | PAPTKPLVLS |  | LHGWTGTGKS |
| YVSSLLAHYL |  | FQGGLRSPRV |  | HHFSPVLHFP |  | HPSHIERYKK |  | DLKSWVQGNL |
| TACGRSLFLF |  | DEMDKMPPGL |  | MEVLRPFLGS |  | SWVVYGTNYR |  | KAIFIFISNT |
| GGKQINQVAL |  | EAWRSRRDRE |  | EILLQELEPV |  | ISRAVLDNPH |  | HGFSNSGIME |
| ERLLDAVVPF |  | LPLQRHHVRH |  | CVLNELAQLG |  | LEPRDEVVQA |  | VLDSTTFFPE |
| DEQLFSSNGC |  | KTVASRIAFF |  | L          |  |            |  |            |

A: Аланін

C: Цистеїн

D: Аспарагінова кислота

E: Глутамінова кислота

F: Фенілаланін

G: Гліцин

H: Гістидин

I: Ізолейцин

K: Лізин

L: Лейцин

M: Метіонін

N: Аспарагін

P: Пролін

Q: Глутамін

R: Аргінін

S: Серин

T: Треонін

V: Валін

W: Триптофан

Задіяний у такому біологічному процесі, як альтернативний сплайсинг. 
Білок має сайт для зв'язування з АТФ, нуклеотидами. 
Локалізований у ендоплазматичному ретикулумі.